# Elena Arnedo Soriano
Pour les articles homonymes, voir Arnedo (homonymie) et Soriano.
Ne doit pas être confondu avec Elena Soriano.
Elena Arnedo Soriano, née le 25 novembre 1941 à Madrid et morte dans cette même ville le 7 septembre 2015, est une gynécologue, écrivaine et femme politique, engagée envers la santé publique des femmes.
Pionnière des droits des femmes en Europe dans les années 1970, elle participe notamment à la création du planning familial dans l'Espagne postfranquiste.

## Biographie
Elena Arnedo Soriano naît dans les débuts de l'après-guerre d'Espagne, dans le quartier madrilène de Chamberí où elle passe son enfance avec sa mère, l'écrivaine Elena Soriano. Elle étudie notamment à l'Université de Strasbourg.
Elle milite dans le mouvement féministe espagnol contemporain dès ses débuts, notamment au Front de Libération de la Femme, créé à Madrid sous la transition démocratique en 1976, aux côtés de Carlota Bustelo, future directrice de l'Instituto de las Mujeres. Pionnière dans la défense des droits sexuels et reproductifs, elle est l'une des créatrices des centres de planification familiale des années 1970.
De 2003 à 2004, elle est conseillère municipale de la Mairie de Madrid (PSOE).

## Vie privée
Jeune étudiante, à l'âge de 19 ans, elle entame une relation avec Miguel Boyer avec qui elle a étudié au lycée français de Madrid. Le couple se marie le 26 juin 1964 et deux enfants naissent de cette union : Laura Carlota (1966-2023) et Miguel.